# South of the Border (2009)
South of the Border ist ein Dokumentarfilm aus dem Jahr 2009 von Oliver Stone, der sich mit der politischen Situation in Lateinamerika beschäftigt. Der Film besteht hauptsächlich aus Interviews mit lateinamerikanischen Regierungschefs, darunter die Präsidenten Hugo Chávez (Venezuela), Evo Morales (Bolivien), Cristina Fernández de Kirchner (Argentinien), Rafael Correa (Ecuador), Raúl Castro (Kuba), Fernando Lugo (Paraguay) und Lula da Silva (Brasilien). 
Die Dokumentation wurde erstmals bei den 66. Internationalen Filmfestspielen von Venedig 2009 gezeigt. Drehbuchautor war Tariq Ali, der den Film als „politisches Roadmovie“ bezeichnet. Der Ökonom Mark Weisbrot trug zu dem Film bei. Der Spiegel schrieb im März 2024, South of The Border sei Teil einer Serie sehr wohlwollender Filmporträts, die Stone über verschiedene Autokraten und Diktatoren gedreht habe.